# Lingua Franca Nova
Lingua Franca Nova (LFN oder elefen) ist eine Plansprache, die von C. George Boeree entwickelt wurde. 
Ausgangspunkt und Inspiration war die Pidgin-Sprache Lingua Franca, eine Handels- und Verkehrssprache, die im Mittelalter im Mittelmeerraum Verbreitung fand.

## Geschichte
Lingua Franca Nova wurde 1998 im Internet vorgestellt. Eine Yahoo!-Gruppe wurde 2002 von Bjorn Madsen gegründet und erreichte etwa 300 Mitglieder, die maßgeblich zur Weiterentwicklung der Sprache beitrugen.
2005 schuf Stefan Fisahn ein Wiki für die Sprache. Das Wiki wurde 2009 zu Wikia verlegt und 2019 direkt auf der offiziellen Website gehostet.
2007 gründete Igor Vasiljevic eine Facebook-Gruppe, die mittlerweile über 600 Mitglieder hat.
LFN erhielt im Januar 2008 von SIL die ISO 639-3-Kennung („lfn“).
Im Jahr 2008 begann Simon Davies mit wichtigen Aktualisierungen des durchsuchbaren „Master“-Wörterbuchs LFN–Englisch. Das Wörterbuch wird auf der offiziellen Website mit über 20.000 Einträgen auf dem neuesten Stand gehalten und wurde 2018 sogar in gedruckter Form veröffentlicht.
2012 wurde erstmals ein vollständig ins Lingua Franca Nova übersetzter Roman in gedruckter Form veröffentlicht: La aventuras de Alisia en la pais de mervelias, Simon Davies' Übersetzung von Lewis Carrolls Alice's Adventures in Wonderland.
2014 wurde eine neue offizielle Website unter der Domain „elefen.org“ gestartet: Sie bietet verschiedene Lehrmaterialien in mehreren Sprachen und beherbergt ein Wiki und das durchsuchbare offizielle Wörterbuch. Einige vollständig in Lingua Franca Nova übersetzte literarische Werke sind ebenfalls auf der offiziellen Website zum Lesen öffentlich zugänglich. Die Website enthält nun einen Beispiel-Konversationsdialog.
Am 18. April 2018 wurde Wikipedia in Lingua Franca Nova, genannt „Vicipedia“, offiziell als reguläres Wikipedia-Projekt gestartet.
Im Mai 2020 wurde der erste literarische Roman in Lingua Franca Nova veröffentlicht: La xerca per Pahoa, von Vicente Costalago.

## Flagge
|                       |                      |
| Flagge der Seychellen | ehemalige LFN-Flagge |

Die Flagge ähnelt der Flagge der Seychellen, eines Landes, das Kreolisch als Amtssprache eingeführt hat, verwendet jedoch die Farben des Regenbogens als Symbol für Frieden. Ihre Form soll an den Sonnenaufgang erinnern.
In der Vergangenheit gab es andere Flaggen: Die erste, ursprünglich von Boeree entworfen und scherzhaft „Europijon“ genannt, eine Wortspielerei aus „Pijon“ (Taube) und „Europijin“ (EuroPidgin), war von einer Zeichnung von Pablo Picasso inspiriert.

## Sprachporträt
Oberste Entwurfsprinzipien sind: phonemische Schreibweise, Ästhetik, Harmonie, einfache und logische Grammatik.
Lingua Franca Nova platziert sich zwischen Esperanto (mit einfacher Grammatik) und Interlingua (laut den sogenannten „Naturalisten“ mit natürlichem Vokabular). Das Ergebnis soll Natürlichkeit im Vergleich zu Esperanto und Regelmäßigkeit im Vergleich zu Interlingua sein.

### Phonemisch
LFN wird ohne Ausnahme phonemisch notiert, dem Prinzip ein Buchstabe, ein Laut folgend.
Das Alphabet verwendet 21 Buchstaben des lateinischen Alphabets, alternativ kann
LFN mit dem kyrillischen Alphabet geschrieben werden.
| LFN                   | a   | b   | c (k) | d   | e   | f   | g   | i   | j   | l   | m   | n   | o   | p   | r   | s   | t   | u   | v   | x   | z   |
| kyrillisches Alphabet | a   | б   | к     | д   | e   | ф   | г   | и   | ж   | л   | м   | н   | o   | п   | p   | c   | т   | у   | в   | ш   | з   |
| IPA                   | [ɑ] | [b] | [k]   | [d] | [e] | [f] | [ɡ] | [i] | [ʒ] | [l] | [m] | [n] | [o] | [p] | [r] | [s] | [t] | [u] | [v] | [ʃ] | [z] |

### Vokabular
LFN basiert lexikalisch auf fünf romanischen Sprachen: Französisch, Italienisch, Portugiesisch, Spanisch und Katalanisch.
Lingua Franca Nova leitet die Wortformen nicht streng logisch ab, sondern die Lexikographen berücksichtigen auch die Klangschönheit und andere subjektive Faktoren. Im Allgemeinen wird ein Wort übernommen, wenn es in den meisten Ausgangssprachen ähnlich ist.
| Deutsch   | Latein | Italienisch | Spanisch | Portugiesisch | Französisch | Katalanisch | LFN   |
| --------- | ------ | ----------- | -------- | ------------- | ----------- | ----------- | ----- |
| voll      | pleno  | pieno       | lleno    | pleno         | plein       | ple         | plen  |
| Schlüssel | clave  | chiave      | llave    | chave         | clef        | clau        | clave |
| Flamme    | flamma | fiamma      | llama    | chama         | flamme      | flama       | flama |

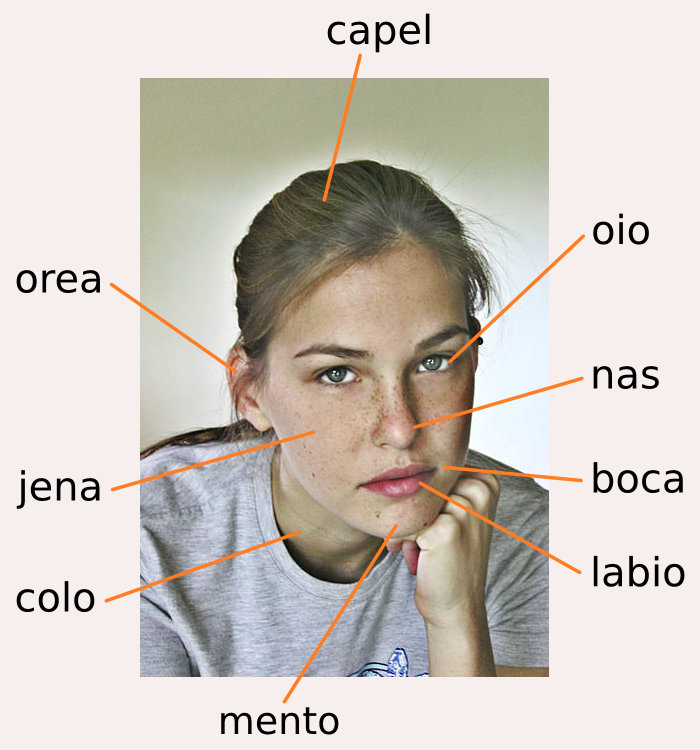
Grundwortschatz zum Thema "Gesicht"

Das Lexikon von Lingua Franca Nova kann Fremdwörter aufnehmen, die international von Bedeutung sind (z. B. Namen moderner Nationen, Meere und andere internationale geografische Einheiten, wichtige Einheiten aus verschiedenen Weltkulturen). 
Im Allgemeinen werden Wörter phonetisch transkribiert, nicht orthographisch (z. B. wird der Buchstabe c zu s, wenn er in der Ausgangssprache als Zischlaut ausgesprochen wird, tx in Wörtern aus dem Italienischen). 
Es gibt viele Ausnahmen, insbesondere wenn die Aussprache ungewiss ist; in solchen Fällen wird vorzugsweise die Orthografie beibehalten (zum Beispiel wird das Wort „English“ als engles und nicht als *inglix transkribiert, um eine besser erkennbare Form zu erhalten).
| Sveria   | Deutxland   | Suiz    | Lictenstain   | Elas         | Osteraic   | Britan Grande  |
| -------- | ----------- | ------- | ------------- | ------------ | ---------- | -------------- |
| Schweden | Deutschland | Schweiz | Liechtenstein | Griechenland | Österreich | Großbritannien |

Die Grundzahlen lauten wie folgt: 
| 1  | 2  | 3   | 4      | 5     | 6   | 7    | 8   | 9    | 10  |
| -- | -- | --- | ------ | ----- | --- | ---- | --- | ---- | --- |
| un | du | tre | cuatro | sinco | ses | sete | oto | nove | des |

### Grammatik
Die Grammatik ist an die Grammatik der Kreolsprachen angelehnt:
- Zeiten werden durch Partikeln ausgedrückt, zahlreiche Hilfsverben werden verwendet.
- Es gibt keine geschlechterspezifischen Artikel oder Personalpronomen.
- Ein Verb kann, so wie es ist, als Nomen verwendet werden. Ein Adjektiv kann genauso als Nomen verwendet werden. Die Adverbien und Adjektive sind identisch.
- Die Wortstellung ist restriktiv.

## Textbeispiel
Beispielsätze
- Bon dia. – Guten Tag.
- Alo. – Hallo.
- Como es tu? – Wie geht es dir / Ihnen?
- Bon, e tu? – Gut, und dir?
- No mal. – Nicht schlecht.
- Cual es tua nom? – Wie ist dein / Ihr Name?
- Mea nom es Maria. – Mein Name ist Maria.
- Tu gusta un tas de cafe? – Möchtest du / Möchten Sie eine Tasse Kaffee?
- Si, per favore. – Ja, bitte.
- Grasias! – Danke!
- Per no cosa. – Keine Ursache.
- Joia! – Prost!
- Tu es vera bela. – Du bist wirklich hübsch.
- Pardona? – Entschuldigung?
- Me ama tu. – Ich liebe dich.
- Me debe vade aora. – Ich muss jetzt gehen.
- Asta la ora? – Bis später?
- Adio. – Auf Wiedersehen.
- Bon sera. – Gute Nacht.
- Bon fortuna. – Viel Glück.

| Lingua Franca Nova es desiniada per es un lingua vera simple, coerente, e fasil aprendeda, per comunica internasional. El ave varios cualia bon:         | Lingua Franca Nova wurde als konsistente und einfache Sprache zur internationalen Verständigung konzipiert. Sie ist einfach zu erlernen und bietet einige Vorzüge:                                                            |
| - El ave un numero limitada de fonemes. El sona simila a italian o espaniol.                                                                             | - Sie hat eine begrenzte Anzahl von Lauten (Phonemen). Sie klingt ähnlich wie Italienisch oder Spanisch. |
| - El es scriveda como el sona. No enfante deve pasa multe anios studia nonregulas.                                                                       | - Sie wird phonetisch geschrieben. Kein Kind muss mehr Jahre damit verbringen Unregelmäßigkeiten zu lernen. |
| - El ave un gramatica vera simple e regula. El es min complicada en esta caso como engles o indonesian.                                                  | - Sie hat eine komplett regelmäßige Grammatik. Sie ist in dieser Hinsicht weniger kompliziert als Englisch oder Indonesisch.                                                                                                  |
| - El ave un grupo limitada e tota regula de afises produinte per crea parolas nova.                                                                      | - Sie hat einen begrenzten und komplett regelmäßigen Satz von produktiven Ableitungssilben (Affixen) für die Wortbildung. |
| - El ave regulas de la ordina de parolas bon definada, como multe linguas major.                                                                         | - Sie hat wohldefinierte Regeln für die Wortstellung, wie sie auch bei vielen größeren Sprachen zu finden sind. |
| - El ave un lista de parolas fundada en la linguas roman moderne. Esta linguas es comun e influensente, e ia contribui la parte major de parolas engles. | - Sie hat einen Grundwortschatz, der in den modernen romanischen Sprachen gründet. Diese Sprachen sind selbst weit verbreitet und haben Einfluss, und zusätzlich trugen sie zum größten Teil des englischen Wortschatzes bei. |
| - El es desiniada per es asetante natural de parolas tecnical de latina e elenica, la „norma de mundo“ per fato.                                         | - Sie ist dazu entworfen worden, auf natürliche Weise lateinische und griechische Neuschöpfungen (Neologismen) aufzunehmen, dem de facto „Weltstandard“.                                                                      |
| - El es desiniada per aperi plu parte „natural“ per los ci comprende la linguas roman, ma no min fasil per otras.                                        | - Sie ist dazu entworfen, relativ „natürlich“ für diejenigen zu erscheinen, die mit romanischen Sprachen vertraut sind, ohne irgendwie schwerer erlernbar für andere zu sein.                                                 |

| Frans Cafca: Revenir a casa | Franz Kafka: Heimkehr |
| --- | --- |
| Me ia reveni, me ia pasea tra coredor e regarda a sirca me. Lo es la cultiveria vea de me padre. Con la acueta en media. Vea, no usable aparatos, poneda en se, bloci la via a scala de fondo. La gato senta estpeteda supra rel de scala. Un telon aserada, un vice envolveda sirca bara, leva se en venta. Me es arivante. Ci va reseta me? Ci espeta pos la porta de la cosina? Fuma veni de ximine, cafe per come de sera es coceda. Es ce tu sense a casa? Me no sabe, me es vera nonsecura. Si esta es le casa de me padre, ma peso sta prosima peso fria, ce cada es ocupa con se cosas, cual me parte ia oblida, parte ia conose a no tempo. Come me pote servi a los, ce me es per los, ance me es la fio de me padre, la fermor vea. E me no osa toca a la porta de cosina, sola escuta stante da distantia, no esta modo, ce me pote surpresada como escutor. E per ce me escuta stante da distantia, me escuta no cosa, me sola escuta orolojo colpa cuieta o me posable creda escuta lor de dias de enfantia. Ce ocure otra en la cosina, es la secreta de la sentados ala, ce los asconde de me. Plu longa tu retarda ante la porta, plu stranje deveni tu. Como poto es, ce esta ora alga person abri la porta e vole demanda me alga. Pote me no ance alga persona ci vole aconde el secreta! | Ich bin zurückgekehrt, ich habe den Flur durchschritten und blicke mich um. Es ist meines Vaters alter Hof. Die Pfütze in der Mitte. Altes, unbrauchbares Gerät, ineinanderverfahren, verstellt den Weg zur Bodentreppe. Die Katze lauert auf dem Geländer. Ein zerrissenes Tuch, einmal im Spiel um eine Stange gewunden, hebt sich im Wind. Ich bin angekommen. Wer wird mich empfangen? Wer wartet hinter der Tür der Küche? Rauch kommt aus dem Schornstein, der Kaffee zum Abendessen wird gekocht. Ist dir heimlich, fühlst du dich zu Hause? Ich weiß es nicht, ich bin sehr unsicher. Meines Vaters Haus ist es, aber kalt steht Stück neben Stück, als wäre jedes mit seinen eigenen Angelegenheiten beschäftigt, die ich teils vergessen habe, teils niemals kannte. Was kann ich ihnen nützen, was bin ich ihnen und sei ich auch des Vaters, des alten Landwirts Sohn. Und ich wage nicht, an der Küchentür zu klopfen, nur von der Ferne horche ich, nur von der Ferne horche ich stehend, nicht so, dass ich als Horcher überrascht werden könnte. Und weil ich von der Ferne horche, erhorche ich nichts, nur einen leichten Uhrenschlag höre ich oder glaube ihn vielleicht nur zu hören, herüber aus den Kindertagen. Was sonst in der Küche geschieht, ist das Geheimnis der dort Sitzenden, das sie vor mir wahren. Je länger man vor der Tür zögert, desto fremder wird man. Wie wäre es, wenn jetzt jemand die Tür öffnete und mich etwas fragte. Wäre ich dann nicht selbst wie einer, der sein Geheimnis wahren will! |

## Verbreitung/Sprecherzahl
Die Sprache hat eine Facebook-Gruppe mit über 600 Mitgliedern. Weitere Quellen und Zahlen über die Anzahl von Sprechern der Lingua Franca Nova liegen nicht vor.